# きかんしゃトーマス Go!Go!地球まるごとアドベンチャー
『きかんしゃトーマス Go!Go!地球まるごとアドベンチャー』は、テレビシリーズ『きかんしゃトーマス』の長編シリーズ第14作目の作品である。

## 概要
『きかんしゃトーマス』の3DCG製作の長編としては11作目にあたる。テレビ版第22シリーズのプレストーリーとして製作された。
トーマスがレーシングカーのエースとケニア出身の女の子機関車ニアと共に複数の国を周りながら冒険をするロードムービーとなっている。また、従来の長編作品同様に劇中歌が挿入されている。
英国では2018年7月20日より劇場公開され、ゲスト声優としてエース役にイギリス人アーティストのピーター・アンドレを起用した。アメリカでは同年9月7日にテレビ放送。
本作には国際連合が共同制作として参加する。

## 日本での公開
日本では2019年4月5日より劇場公開。ゲスト声優としてエース役にISSAを起用する。
前売り特典として「カプセルプラレール あつまれ！特殊車両」が配布される。また幼児鑑賞者を対象とした劇場鑑賞特典としてタカラトミー社製の玩具「トーマストミカのいろいろ貨車」と「トーマス特別DVD」が配布される。

## あらすじ
ソドー島で暮らす蒸気機関車のトーマスは、世界一周ラリーに参加する予定のレーシングカーエースに出会い、世界を旅する最初の機関車にならないかと促された。エースの理想である「自由気まま」に興味を持ったトーマスは共に海を渡りアフリカのラリー開始地点にたどり着いたが、トーマスは自動車たちと砂漠を横断することが出来ず、仕事として貨車を牽いて一人でエースのもとへ向かうことにした。
アフリカの長い貨物列車に苦労するトーマスは地元のタンク機関車ニアと出会い、配達をしながら長い旅を共にすることとなった。エースとも再会を果たし、ひょんなことから3台で走ることとなるが、エースにそそのかされたトーマスは分かれ道でニアと離ればなれになり脱線してしまう。何も言うことができずに別れてしまったニアをトーマスは気に病み、エースを置いて一人で彼女を差探しに行く。

## 世界のなかまたち
エース（Ace）
オーストラリア出身の黄色いレーシングカー。アフリカ行きの船に乗り世界一周レースの開始地点へ向かうためソドー島にやってくる。
「自由気まま」をモットーとする通り、自分の好きなようにすることが好き。

### アフリカ大陸

#### ダカール
ラクダ使い
トーマスを探すトップハム・ハット卿を連れて、ラクダとともにサハラ砂漠を横断する。

#### ケニア
ニア（Nia）
オレンジ色のボディーに模様をまとったタンク機関車。
楽しく優しい性格でトーマスの旅についてくる。

#### ダルエスサラーム
クワク（Kwaku）
赤いガーラット式機関車。陽気なニアの友達。
コービー（Kobe）
港で働く赤いクレーン。

### 南アメリカ大陸

#### リオデジャネイロ
フェルナンド（Fernando）
トップハム・ハット卿が港で出会った緑色のディーゼル機関車。
エマーソン（Emerson）
トップハム・ハット卿を乗せてサンフランシスコへ向かう飛行機。

#### アマゾン熱帯雨林
カルロス（Carlos）
メキシコ出身のテンダー式蒸気機関車。
削除シーンでは伝統の太陽信仰を披露している。

### 北アメリカ大陸

#### グランド・キャニオン
ボゥ（Beau）
銀色のテンダー式蒸気機関車。
立派な白髭をこしらえ、人や馬と協力して働いている。

#### サンフランシスコ
ナタリー（Natalie）
港で働く友好的な赤いディーゼル機関車。
カーター（Carter）
港で働く緑色のガントリークレーン。

### ユーラシア大陸

#### 中国
ヨンバオ（Yong Bao）
中国の赤いテンダー式蒸気機関車。
勇敢な性格で知られる。
他にも各地域に数多くのスポットとキャラクターが登場する。

## キャスト
| 役名                     | 英国版声優               | 北米版声優                 | 日本語吹き替え   |
| ------------------------ | ------------------------ | -------------------------- | ---------------- |
| トーマス                 | ジョン・ハスラー         | ジョセフ・メイ             | 比嘉久美子       |
| ニア                     | イヴォンヌ・グランディ   | イヴォンヌ・グランディ     | 青山吉能         |
| エース                   | ピーター・アンドレ       | ピーター・アンドレ         | ISSA             |
| ヨンバオ                 | ダン・リ                 | ダン・リ                   | 佐々木啓夫       |
| パーシー                 | ナイジェル・ピルキントン | クリストファー・ラグランド | 神代知衣         |
| ジェームス               | ロブ・ラックストロー     | ロブ・ラックストロー       | 江原正士         |
| トビー                   | ロブ・ラックストロー     | ウィリアム・ホープ         | 坪井智浩         |
| エドワード               | キース・ウィッカム       | ウィリアム・ホープ         | 佐々木望         |
| トップハム・ハット卿     | キース・ウィッカム       | キース・ウィッカム         | 田中完           |
| トップハム・ハット卿の母 | キース・ウィッカム       | キース・ウィッカム         | 根本圭子         |
| バーティー               | キース・ウィッカム       | キース・ウィッカム         | 酒巻光宏         |
| ゴードン                 | キース・ウィッカム       | ケリー・シェイル           | 三宅健太         |
| ヘンリー                 | キース・ウィッカム       | ケリー・シェイル           | 金丸淳一         |
| ミスター・パーシバル     | キース・ウィッカム       | ケリー・シェイル           | 樫井笙人         |
| ディーゼル               | ケリー・シェイル         | ケリー・シェイル           | 石原慎一         |
| エミリー                 | テレサ・ギャラガー       | ジュール・デ・ヨング       | 山崎依里奈       |
| アニーとクララベル       | テレサ・ギャラガー       | テレサ・ギャラガー         | 吉岡さくら       |
| ベン                     | マット・ウィルキンソン   | マット・ウィルキンソン     | 下屋則子         |
| トニー                   | マット・ウィルキンソン   | マット・ウィルキンソン     | 小田柿悠太       |
| クランキー               | マット・ウィルキンソン   | グレン・ウレッジ           | 黒田崇矢         |
| カーリー                 | ルーシー・モンゴメリー   | ルーシー・モンゴメリー     | 石井未紗         |
| パクストン               | スティーブ・キンマン     | スティーブ・キンマン       | 河本邦弘         |
| シドニー                 | ボブ・ゴルディング       | ボブ・ゴルディング         | 坪井智浩         |
| ロージー                 | ニコラ・ステイプルトン   | ニコラ・ステイプルトン     | 望月久代         |
| ティモシー               | ティム・ウィットノール   | ティム・ウィットノール     | 岩端卓也         |
| フライング・スコッツマン | ルーファス・ジョーンズ   | ルーファス・ジョーンズ     | 三宅健太         |
| アンジェリーク           | レイチェル・ミラー       | レイチェル・ミラー         |                  |
| クワク                   | アブバカール・サリム     | アブバカール・サリム       |                  |
| アフリカの人々           | チポ・チャン             | チポ・チャン               |                  |
| アフリカの人々           | リッチー・キャンベル     |                            |                  |
| アフリカの人々           | アキヤ・ヘンリー         |                            |                  |
| アフリカの人々           | ドナ・アドウェラ         |                            |                  |
| ラクダ使い               | ガブリエル・ポラス       | ガブリエル・ポラス         | 陣谷遥           |
| 鉄道作業員               | ガブリエル・ポラス       | ガブリエル・ポラス         | こばたけまさふみ |
| コーヒー貨車             | ガブリエル・ポラス       | ガブリエル・ポラス         | 東條達也         |
| フェルナンド             | ガブリエル・ポラス       | ガブリエル・ポラス         | 白石兼斗         |
| カウボーイ               | デヴィッド・メンキン     | デヴィッド・メンキン       |                  |
| 中国のディーゼル機関車   | ス・リン・ルーイ         | ス・リン・ルーイ           |                  |
| フィリップ               | ラスムス・ハーディカー   | ラスムス・ハーディカー     |                  |
| マリオン                 |                          |                            | 森千晃           |
| 駅アナウンス             |                          |                            | 天海由梨奈       |

コーラス：風雅なおと、渕上祥、安西康高、立花敏弘、石塚勇、原田真純、内田ゆう、大木里紗

## その他の事項
- 当シリーズにおいて、ナレーションが入らない初の長編作品である。
- 今作の新キャラクターの大半は既存の車両達の流用である。